# Charly (pel·lícula de 1968)
Charly és una pel·lícula estatunidenca dirigida per Ralph Nelson, estrenada el 1968, treta de la novel·la de Daniel Keyes Flowers for Algernon.

## Argument
Charly Gordon és un discapacitat mental. Gràcies a una operació i un tractament donat per investigadors, Charly desenvolupa les seves facultats intel·lectuals fins al punt de convertir-se en un verdader geni, però les seves facultats emocionals no es desenvolupen de la mateixa manera. Si Charly es converteix en un geni, no sembla sentir però cap empatia particular per al seu cercle immediat.
Algernon és un ratolí sobre el qual el tractament ha estat provat anteriorment, amb el mateix efecte d'augment intel·lectual; però un dia Algernon sembla retrocedir…

## Repartiment
- Cliff Robertson: Charly Gordon
- Claire Bloom: Alice Kinian
- Lilia Skala: Dr. Anne Strauss
- Leon Janney: Dr. Nemur
- Dick Van Patten: Bert
- Barney Martin: Hank
- Ruth White: Sra. Apple

## Premis i nominacions
Premis
- 1969: Oscar al millor actor per Cliff Robertson
- 1969: Globus d'Or al millor guió per Stirling Silliphant

Nominacions
- 1968: Os d'Or
- 1969: Globus d'Or a la millor pel·lícula dramàtica
- 1969: Globus d'Or al millor actor dramàtic per Cliff Robertson